# Autostrada A45 (Niemcy)
Autostrada A45 (niem. Bundesautobahn 45 (BAB 45) także Autobahn 45 (A45)) – autostrada w Niemczech przebiegająca  na osi północ-południe, od Zagłębia Ruhry do Aschaffenburga.
Autostrada nazywana jest również Sauerlandlinie.

## Odcinki międzynarodowe
Przebieg autostrady A45 stanowi fragment tras europejskich E40 oraz E41.
| Trasa europejska | Odcinek                                         |
| ---------------- | ----------------------------------------------- |
| E40              | Kreuz Olpe-Süd (A4/A45) – Wetzlar-Ost (A45/B49) |
| E41              | cała długość autostrady                         |